# Albert Roussel
Pour les articles homonymes, voir Roussel.
Albert Roussel est un compositeur français, né à Tourcoing le 5 avril 1869 et mort à Royan le 23 août 1937.

## Biographie

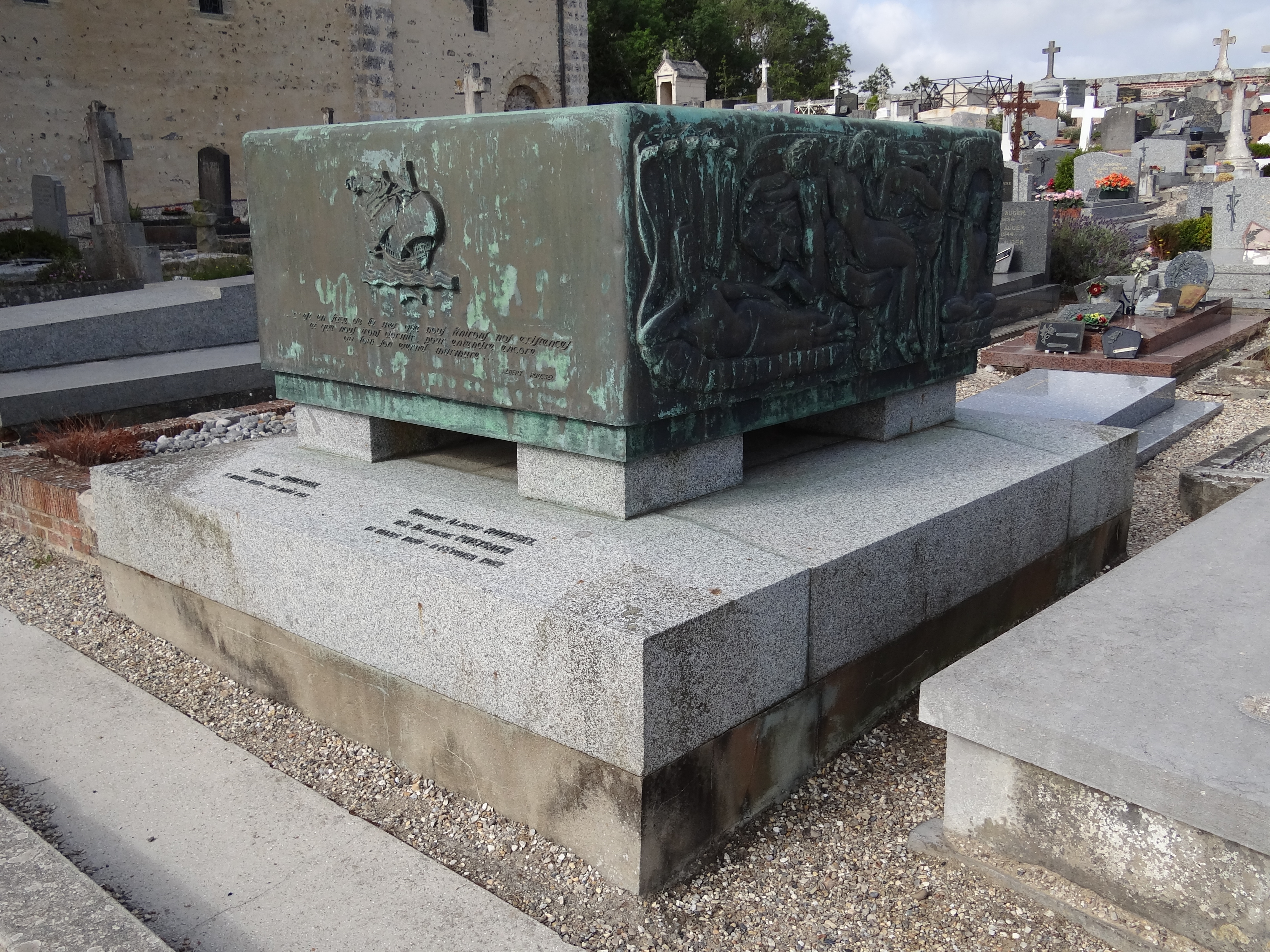
Le tombeau d'Albert Roussel au cimetière marin de Varengeville-sur-Mer (Seine-Maritime).

Membre d'une famille de la bourgeoisie industrielle tourquennoise, dans laquelle on compte plusieurs artistes amateurs de bon niveau, Albert Roussel fait ses études secondaires à l'Institution libre du Sacré-Cœur de Tourcoing. Orphelin à l'âge de sept ans, il est recueilli par son grand-père, maire de Tourcoing, puis par sa tante maternelle. Il intègre le collège Stanislas de Paris, où l'organiste Jules Stolz lui fait découvrir Bach, Beethoven et Mozart. La lecture des romans de Jules Verne le décide à devenir marin.
Il est admis à l'École navale en 1887 et sert quelques années dans la Marine nationale. Il naviguera beaucoup et ses nombreux voyages seront une source d'inspiration pour ses œuvres musicales. Il démissionne de la Marine en 1894 pour se consacrer exclusivement à la musique. Julien Koszul, grand-père d'Henri Dutilleux, lui donne des leçons d'harmonie à Roubaix et l'encourage à se rendre à Paris pour étudier le contrepoint et la fugue avec Eugène Gigout. Il s'inscrit en 1898 à la Schola Cantorum. Lui-même y enseigne le contrepoint entre 1902 et 1913, comptant parmi ses élèves Guy de Lioncourt, Jean Henry, Lucien Lambotte, Marcel Orban, Paul Le Flem, Roland-Manuel, Stan Golestan, Ladislas de Rohozinski, Erik Satie, Edgard Varèse. Ancien officier de marine, à 45 ans, il reprend du service pendant la Première Guerre mondiale. Démobilisé, il continue d'enseigner en privé ; viennent solliciter ses conseils : Bohuslav Martinů, Émile Goué, Jaroslav Křička, Hans Krása, Julie Reisserová, Josef Páleníček, Piotr Perkowski, Pedro Petridis, Conrad Beck, Cesare Brero, Luigi Cortese, Jean Martinon, Jacques Leguerney, Joseph Vals, Jorgen Jersild, Knudåge Riisager, Suzanne Rokseth, Alexandre Voormolen, etc. Son influence sur les jeunes musiciens de l'entre-deux guerres qui le considéraient comme un chef de file est capitale.
Bien qu'influencé au début de sa carrière par Claude Debussy et Vincent d'Indy son professeur d'orchestration, Roussel fit preuve assez vite d'une grande originalité. Sa musique se distingue par le raffinement de l'harmonie, les audaces rythmiques et la richesse du coloris toujours au service d'une musique pure libérée de tout pittoresque ou de références folkloriques. Il a laissé entre autres des mélodies, de la musique de chambre, diverses pièces pour piano, deux concertos (pour piano et pour violoncelle), quatre symphonies (la troisième, en sol mineur, est considérée comme l'un des chefs-d'œuvre du genre), les ballets Le Festin de l'araignée, Bacchus et Ariane et Aeneas. L'opéra-ballet Padmâvatî et le triptyque symphonique avec solistes et chœur Évocations furent inspirés par son voyage de noces aux Indes.
Il a vécu au no 2 du square Gabriel-Fauré dans le 17e arrondissement de Paris de 1929 à sa mort survenue à Royan des suites d'un malaise cardiaque. Il meurt le 23 août 1937, la même année que les musiciens Charles-Marie Widor, Louis Vierne, Gabriel Pierné, Henri Libert et Maurice Ravel. Il est enterré dans le petit cimetière marin de Varengeville-sur-Mer, près de Dieppe (Seine-Maritime) avec son épouse Blanche Preisach (15 mars 1880 - 6 février 1962). Son tombeau, sculpté par Marcel Gaumont porte l'inscription suivante : C'est en face de la mer que nous finirons nos existences et que nous irons dormir pour entendre encore au loin son éternel murmure ... (Albert Roussel).
La bibliothèque-musée de l'Opéra de Paris conserve son portrait peint par Claude-René Martin. Un timbre à son effigie a été émis par la Poste française pour le centenaire de sa naissance en 1969.

## Œuvres

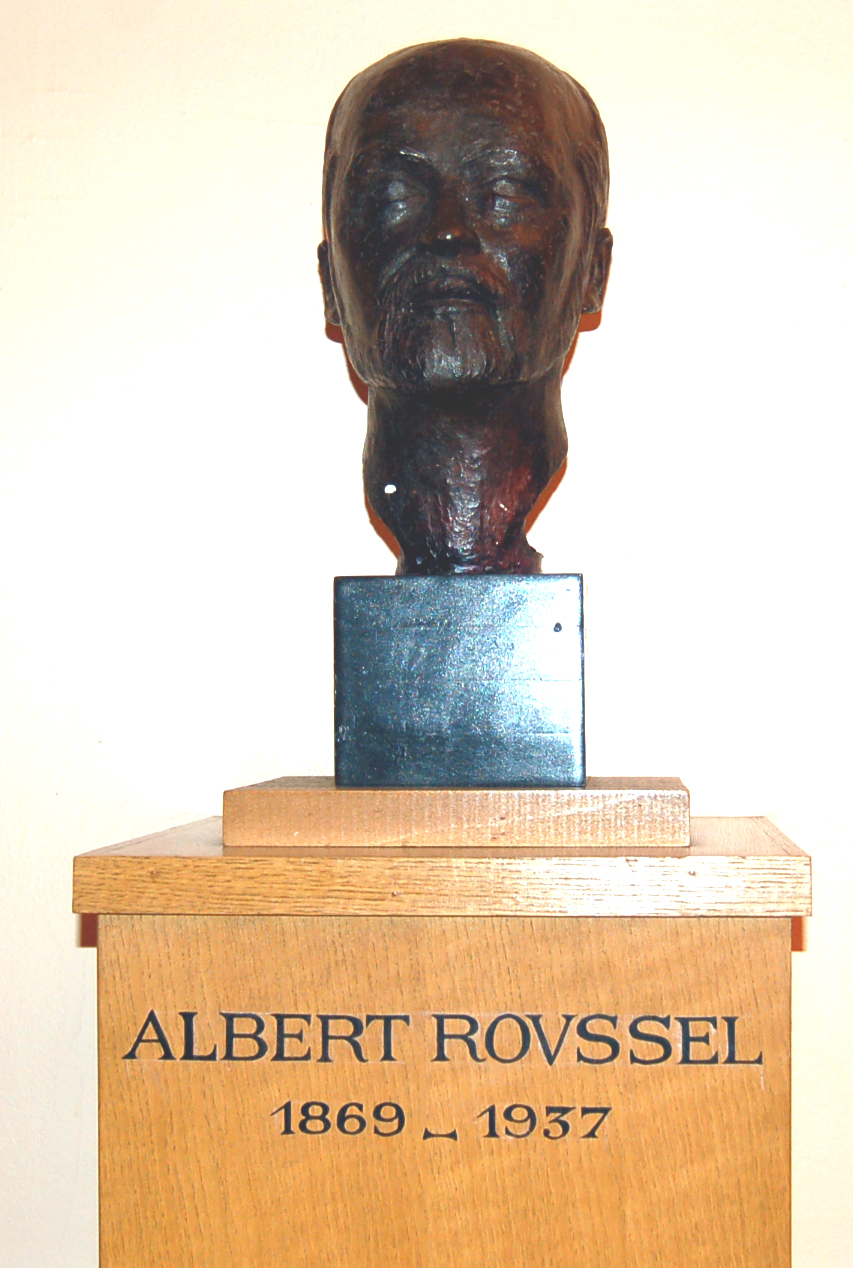
Buste d'Albert Roussel, Paris, salle Cortot.

Liste établie d'après le catalogue de Damien Top (Centre international Albert-Roussel) :

### Musique religieuse
- Ave Maria pour violon, alto, violoncelle et orgue (1892)
- Marche nuptiale pour orgue (1893)
- Motets
- Psaume LXXX op. 37 pour ténor, chœur et orchestre (1928)

### Musique profane

#### Musique instrumentale
- Guitare
  - Ségovia op. 29 (1925)
- Harpe
  - Impromptu op. 21 (1919)
- Orgue
  - Allegro symphonique (1899)
  - Prélude et fughetta op. 41 (1929)
- Piano
  - Badinage
  - Valse lente (1895)
  - Fugue (ca 1898)
  - Des heures passent… op. 1 (1898)
  - Conte à la poupée (1904)
  - Petit canon perpétuel (1912)
  - Rustiques op. 5 (1904-1906)
  - Suite en fa dièse op. 14 (1909-1910)
  - Sonatine op. 16 (1912)
  - Doute (1919)
  - L'Accueil des muses (1920)
  - Prélude et fugue op. 46 (1932-1934)
  - Trois pièces op. 49 (1933)
  - Résurrection op. 4 (1903) arrangement d'Albert Roussel

#### Musique de chambre
- Fantaisie pour violon et piano (1892)
- Andante pour violon et piano (1892)
- Sonate pour violon et piano (ca 1901)
- Quintette pour quatuor à cordes et cor (ca 1901)
- Largo pour violoncelle et piano (?)
- Trio en mi b majeur op. 2 pour violon, violoncelle et piano (1902)
- Trois pièces brèves pour violoncelle et piano (1904)
- Divertissement op. 6 pour flûte, hautbois, clarinette, basson, cor et piano (1906)
- Sonate no 1 op. 11 pour piano et violon (1907-1908)
- Deux poèmes de Ronsard op. 26 pour flûte et soprano (1924)
- Joueurs de flûte op. 27 pour flûte et piano (1924)
- Sonate no 2 op. 28 pour piano et violon (1924)
- Sérénade pour flûte, violon, alto, violoncelle et harpe op. 30 (1925)
- Duo pour basson et contrebasse ou violoncelle (1925)
- Trio op 40 pour flûte, alto et violoncelle (1929)
- Quatuor à cordes op. 45 (1931-1932)
- Pièce pour piccolo (pipeau) et piano (1934)
- Andante et Scherzo op. 51 pour flûte et piano (1934)
- Trio op. 58 pour violon, alto et violoncelle (1937)
- Elpénor op. 59 pour flûte et quatuor à cordes (1937)
- Trio pour hautbois, clarinette et basson (inachevé, 1937)

#### Musique symphonique
- Résurrection op.  4 (1903)
- Vendanges, esquisse symphonique (1905)
- Symphonie no 1 Le Poème de la forêt op. 7 (1904-1906)
- Évocations op. 15 pour ténor, baryton, contralto, chœur mixte et orchestre (1910-1911)
- Pour une fête de printemps op. 22 (1920)
- Symphonie no 2 op. 23 (1919-1921)
- Suite en fa op. 33 (1926)
- Concert op. 34 pour petit orchestre (1926-1927)
- Petite Suite op. 39 (1929)
- Symphonie no 3 op. 42 (1929-1930)
- Sinfonietta op. 52 (1934)
- Symphonie no 4 op. 53 (1934)
- Rapsodie flamande op. 56 (1936)

#### Musique concertante
- Concerto pour piano et orchestre op. 36 (1927)
- Concertino pour violoncelle et orchestre op. 57 (1936)

#### Œuvres pour orchestre d'harmonie
- Fanfare pour un sacre païen (1921)
- A Glorious Day op. 48 (1932)

#### Œuvres lyriques
- Mélodies avec piano
  - La Chanson de l'archer
  - Les Rêves
  - L'attente
  - Tristesse au jardin
  - Quatre Poèmes op. 3 (1903) : Le Départ, Vœu, Le Jardin mouillé, Madrigal lyrique
  - Quatre Poèmes op. 8 (1907) : Adieux, Invocation, Nuit d'automne, Odelette
  - Flammes op. 10 (1908)
  - Deux Poèmes chinois op. 12 (1907-1908) : Ode à un jeune gentilhomme, Amoureux séparés
  - Deux mélodies op. 19 (1918) : Light, A Farewell
  - Deux mélodies op. 20 (1919) : Le Bachelier de Salamanque, Sarabande
  - Odes anacréontiques op. 31 (1926) : Sur lui-même, Qu'il faut boire, Sur une jeune fille
  - Odes anacréontiques op. 32 (1926) : Sur lui-même, Sur une jeune fille, Sur un songe
  - Deux poèmes chinois op. 35 (1927) : Des fleurs font une broderie[5], Réponse d'une épouse sage
  - Vocalise no 1 (1927)
  - Ô bon vin, où as-tu crû ? (1928)
  - Vocalise no 2 (1928)
  - Jazz dans la nuit op. 38 (1928)
  - A Flower given to my daughter op. 44 (1931)
  - Deux idylles op. 44 (1931) : Le Kérioklepte, Pan aimait Ekhô
  - Deux poèmes chinois op. 47 (1932) : Favorite abandonnée, Vois, de belles filles
  - Deux mélodies op. 50 (1933-1934) : L'Heure du retour, Cœur en péril
  - Deux mélodies op. 55 (1935) : Vieilles cartes, vieilles mains, Si quelquefois tu pleures
- Mélodies avec flûte
  - Deux poèmes de Ronsard op. 26 (1924) : Rossignol, mon mignon, Ciel, aer et vens
- Mélodie avec violon et piano
  - Barcarolle (1895)
- Duo a cappella
  - Duo pour ténor et baryton
- Duo avec piano
  - Les filles d'Arles, duo pour soprano et mezzo
- Chœurs a cappella
  - Deux madrigaux (1897) : La cloche lentement tinte sur la colline, Ne pouvant vous donner ni sceptre ni couronne
  - Madrigal aux muses op. 25 (1923)
  - Le Bardit des Francs (1926)
- Voix et orchestre
  - La Menace op. 9 (1908)

#### Musique de scène
- Le Marchand de sable qui passe op. 13 (1908)
- Prélude du deuxième acte de Quatorze Juillet, drame de Romain Rolland (1936)

#### Ballets
- La Danse de l'oiseau sacré (1909)
- Le Festin de l'araignée, ballet-pantomime op. 17 (1912-1913)
- Sarabande du ballet collectif L'Éventail de Jeanne (1927)
- Bacchus et Ariane op. 43 (1930)
- Aeneas op. 54 (1935)

#### Opéras
- Némissa (inachevé, 1892)
- Le Roi Tobol (inachevé)
- Padmâvatî, opéra-ballet, op. 18 (1913-1918)
- La Naissance de la lyre op. 24 (1922-1923)
- Le Testament de la tante Caroline (1932-1933)
- Le Téméraire (inachevé)

## Le Fonds Albert Roussel
Le Fonds des amis belges d'Albert Roussel, acquis par la section de la musique de la Bibliothèque royale de Belgique sur la base d'une donation de cette même association, est la source d'archive la plus importante consacrée au compositeur hors de France. Il est constitué de nombreux documents uniques parmi lesquels une dizaine de manuscrits musicaux autographes, environ 250 lettres (dont une centaine de lettres originales inédites), un carnet de voyage, des disques 78 tours, 33 tours et des bandes magnétiques contenant la plupart des premiers enregistrements de ses compositions, des documents iconographiques ainsi qu'une importante collection d'articles, programmes de concerts et de documents relatifs à la vie et l'œuvre de Roussel.

## Hommages

### Odonymes
- Le Centre international Albert-Roussel dirigé par Damien Top conserve de nombreux documents, lettres et manuscrits dans sa médiathèque et organise des manifestations permettant la promotion du compositeur.
- Le Festival international Albert-Roussel, créé en 1997, est consacré chaque année principalement à la musique française du XXe siècle.
- L'association Les Amis belges d'Albert Roussel, créée à l'initiative d'André Peeters en 1977, était une association visant la diffusion des œuvres et l'approfondissement des connaissances se rapportant à Albert Roussel[7]. Ils ont notamment publié trois Cahiers Albert Roussel ayant pour but : « la publication d'articles nouveaux, d'études sur Roussel et ses œuvres, d'archives inédites et jugées intéressantes pour le public des mélomanes, photos et documents divers. Ils veulent contribuer, en une modeste mesure, à répandre la connaissance et l'amour de la musique de ce maître, dont la valeur et l'influence se découvrent chaque année davantage[8] ».
- Le 16 septembre 2023, le conservatoire de Tourcoing renomme officiellement son auditorium « Auditorium Albert Roussel ».

### En musique
- Hommage à Albert Roussel est une pièce du compositeur Arthur Honegger écrite à l'occasion des soixante ans d'Albert Roussel.

## Discographie
- Suite en fa - Orchestre symphonique de Detroit, dir. Paul Paray (5 avril 1959, SACD « Living Presence » Mercury) (OCLC 1055426643) — avec Chabrier.
- Suite en fa ; symphonie nos 3 et 4 - Orchestre des Concerts Lamoureux, dir. Charles Munch (avril 1965, Erato / Warner 2292456872) (OCLC 659335515 et 963500960)
- Roussel conducts Roussel : Le Festin De L'Araignée - Complete Piano Music - 6 Mélodies, avec Claire Croiza et Gabrielle Ritter-Ciampi, (1989, 2 CD Philips Classics 422 138-2)
- Intégrale des symphonies - Orchestre philharmonique de Radio France, dir. Marek Janowski (23-24 septembre 1993/14-16 septembre/13-14 décembre 1994, 2CD RCA) (OCLC 1040373294)
- Psaume 80 ; Æneas ; Fanfare ; Le Bardit des francs - Benjamin Butterfield, ténor ; EuropaChorAkademie ; Orchestre philharmonique du Luxembourg, dir. Bramwell Tovey (mai 2004, Timpani 1C1082)[9] (OCLC 778414987)
- Symphonie N° 1, Le Poème de la forêt, Résurrection, Le Marchand de sable, Royal Scottish National Orchestra, dir. Stéphane Denève. CD Naxos 2008 - 2009. Diapason d'or.
- Musique pour piano (Intégrale) - Emanuele Torquati, piano (23-25 janvier 2012, 2 CD Brilliant Classics) (OCLC 808668177)
- Édition Albert Roussel - Charles Munch (Suite en fa, 3e et 4e Symphonies), Serge Baudo (Psaume LXXX), Jean Martinon (Le Festin de l’araignée, 2e Symphonie, Petite Suite, Bacchus et Ariane, Aeneas), Michel Plasson (Résurrection, Padmâvatî), André Cluytens (Sinfonietta), Pierre Dervaux (Concert, op.34), Charles Dutoit (1re Symphonie), Jean-Pierre Jacquillard (concertos), direction ; Jean Doyen, piano (Suite, Sonatine, etc.) ; Danielle Laval, piano (concerto) ; Albert Tétard, violoncelle (concerto) ; Colette Alliot-Lugaz, soprano ; Kurt Ollmann, baryton ; Mady Mesplé, soprano ; José van Dam, baryton-basse (mélodies) ; Quatuor Via Nova (Quatuor) ; Trio à cordes de Paris (1928–1987, 11 CD Erato, 2019) (OCLC 1102057056) Diapason d'or.